# Hockey sur glace aux Jeux olympiques de la jeunesse d'hiver de 2012
Navigation
2016

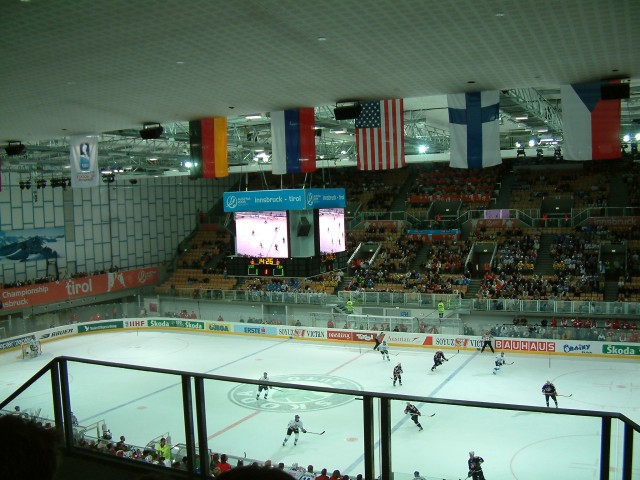
L'Olympiahalle Innsbruck, qui accueille les épreuves de hockey sur glace des JOJ de 2012.

Les épreuves de hockey sur glace aux Jeux olympiques de la jeunesse d'hiver d'Innsbruck ont eu lieu du 13 janvier 2012 au 22 janvier 2012.
Contrairement aux Jeux olympiques d'hiver au cours desquels seuls deux tournois, l'un masculin et l'autre féminin, sont organisés, les Jeux olympiques de la jeunesse d'hiver ont compris quatre épreuves de hockey sur glace : deux tournois, l'un masculin et l'autre féminin, et deux concours individuels d'habileté, l'un masculin et l'autre féminin.
Afin d'être éligible, les athlètes masculins doivent être nés en 1996 (16e anniversaire en 2012) tandis que les athlètes féminins doivent être nés en 1994 (18e anniversaire en 2012).
Les épreuves de hockey sur glace se déroulent à l'Olympiahalle à Innsbruck. Par le passé, cette patinoire a accuelli les tournois de hockey sur glace des Jeux olympiques d'hiver de 1964 et de 1976.
Avec 200 joueurs au total, le hockey sur glace est le sport qui compte le plus d'athlètes durant les JOJ de 2012.

## Tournois d'équipes

### Qualifications
Dix équipes nationales, cinq masculines et cinq féminines, venant de neuf pays différents jouent les tournois collectifs.
En tant que pays organisateur, l'Autriche est la seule nation à être représentée dans chacun des tournois.
Les huit autres pays sont déterminés par un classement cumulant le classement IIHF masculin 2011 avec celui féminin. Chaque pays qualifié doit ensuite choisir s'il souhaite être représenté par une sélection masculine ou féminine, les nations les mieux classées choisissant en premier.
Les quatre premiers pays (le Canada, la Finlande, les États-Unis et la Russie) ont choisi de prendre part au tournoi masculin. Le tournoi féminin oppose la Suède, l'Allemagne, la Slovaquie et le Kazakhstan,.

### Format de compétition
Les deux tournois ont un format identique. Les cinq équipes participantes sont rassemblées dans une poule unique disputée sous la forme d'un championnat à match simple. Les quatre premiers se qualifient pour les demi-finales, suivies de la finale et du match pour la médaille de bronze.

### Tournoi masculin
Chaque sélection est composée de 17 joueurs nés en 1996.

#### Premier tour
| 13 janvier 2012 | Autriche | 0-3 (0–0, 0–0, 0–3) | Finlande | Tyrolean Ice Arena 520 spectateurs |

| Feuille de match | Feuille de match | Feuille de match | Feuille de match | Feuille de match                                          |
| ---------------- | ---------------- | ---------------- | --- | --------------------------------------------------------- |
|                  |                  | 0–1 0–2 0–3      | 30 min 22 s – K. Kapanen (W. Hopponen) 32 min 5 s – W. Hopponen (M. Honkanen, K. Kapanen) 44 min 40 s – J. Kiviranta (E. Sopanen, J. Kannel) (IN - CV) | Arbitrage : Simon Aicher Andrei Haurylenka Benjamin Hoppe |
| Thomas Stroj     | Gardiens         | Juuso Kannel     | | Arbitrage : Simon Aicher Andrei Haurylenka Benjamin Hoppe |
| 10 min           | Pénalités        | 2 min            | | Arbitrage : Simon Aicher Andrei Haurylenka Benjamin Hoppe |
| 8                | Tirs             | 44               | | Arbitrage : Simon Aicher Andrei Haurylenka Benjamin Hoppe |

| 13 janvier 2012 | Russie | 4-3 (2–1, 2–1, 0–1) | Canada | Tyrolean Ice Arena 932 spectateurs |

| Feuille de match | Feuille de match | Feuille de match            | Feuille de match | Feuille de match                                               |
| ---------------- | --- | --------------------------- | --- | -------------------------------------------------------------- |
|                  | A. Protapovich (E. Tsvetkov) – 5 min 8 s E. Tsvetkov – 11 min 56 s M. Lazarev (I. Nikolishin) (IN) – 18 min 58 s D. Vovchenko (I. Nikolishin) – 26 min 38 s | 1–0 1–1 2–1 3–1 3–2 4–2 4–3 | 5 min 33 s – R. Pilon (J. Hicketts, R. Gardiner) 21 min 37 s – A. Brooks (J. Carrick) 42 min 5 s – R. Gardiner (J. Hicketts) | Arbitrage : Andreas Harnebring Daniel Persson Martin Smeibidlo |
| Sergey Korobov   | Gardiens | Keven Bouchard              | | Arbitrage : Andreas Harnebring Daniel Persson Martin Smeibidlo |
| 2 min            | Pénalités | 4 min                       | | Arbitrage : Andreas Harnebring Daniel Persson Martin Smeibidlo |
| 29               | Tirs | 23                          | | Arbitrage : Andreas Harnebring Daniel Persson Martin Smeibidlo |

| 14 janvier | États-Unis | 7-2 (4–0, 1–1, 2–1) | Autriche | Tyrolean Ice Arena 1 180 spectateurs |

| Feuille de match | Feuille de match | Feuille de match                    | Feuille de match                                        | Feuille de match                                     |
| ---------------- | --- | ----------------------------------- | ------------------------------------------------------- | ---------------------------------------------------- |
|                  | Gersich (Godbout, NSchmaltz) – 0 min 47 s Wegwerth (Eichel, Clarke) – 1 min 13 s MacInnis (Magyar, Baughman) (SN) – 9 min 2 s Gersich (Eichel) (SN) – 12 min 3 s Gersich (Billitier) – 23 min 37 s MacInnis (Godbout, Jacobs) (IN) – 41 min 6 s Godbout (Schmaltz) (IN) – 41 min 24 s | 1–0 2–0 3–0 4–0 4–1 5–1 5–2 6–2 7–2 | 20 min 40 s – Huber 30 min 44 s – Gaffal (Kraus, Huber) | Arbitrage : Andris Ansons Tilen Pahor Daniel Persson |
| Edwin Minney     | Gardiens | Stefan Müller                       |                                                         | Arbitrage : Andris Ansons Tilen Pahor Daniel Persson |
| 14 min           | Pénalités | 10 min                              |                                                         | Arbitrage : Andris Ansons Tilen Pahor Daniel Persson |
| 42               | Tirs | 16                                  |                                                         | Arbitrage : Andris Ansons Tilen Pahor Daniel Persson |

| 15 janvier 2012 | Finlande | 4-3 (0–2, 3–0, 1–1) | Russie | Tyrolean Ice Arena 783 spectateurs |

| Feuille de match | Feuille de match | Feuille de match            | Feuille de match | Feuille de match                                       |
| ---------------- | --- | --------------------------- | --- | ------------------------------------------------------ |
|                  | M. Honkanen (SN) – 25 min 4 s K. Kapanen (J. Tuulola, E. Sopanen) (SN) – 27 min 8 s W. Hopponen (K. Kapanen, M. Honkanen) (SN) – 29 min 33 s K. Kapanen – 30 min 41 s | 0–1 0–2 1–2 2–2 3–2 4–2 4–3 | 3 min 32 s – D. Sergeev (SN) 14 min 56 s – I. Nikolishin (E. Nasybullin, M. Lazarev) (2 SN) 35 min 31 s – I. Nikolishin (M. Lazarev, I. Svetchnikov) | Arbitrage : Stian Halm Benjamin Hoppe Martin Smeibidlo |
| Kaapo Kahkonen   | Gardiens | Maxim Tretyak               | | Arbitrage : Stian Halm Benjamin Hoppe Martin Smeibidlo |
| 22 min           | Pénalités | 10 min                      | | Arbitrage : Stian Halm Benjamin Hoppe Martin Smeibidlo |
| 21               | Tirs | 32                          | | Arbitrage : Stian Halm Benjamin Hoppe Martin Smeibidlo |

| 15 janvier 2012 | Canada | 5-1 (1–0, 2–1, 2–0) | États-Unis | Tyrolean Ice Arena 2 575 spectateurs |

| Feuille de match | Feuille de match | Feuille de match        | Feuille de match                    | Feuille de match                                       |
| ---------------- | --- | ----------------------- | ----------------------------------- | ------------------------------------------------------ |
|                  | E. Cornel – 3 min 58 s R. Gropp (E. Cornel) – 16 min 30 s R. Duke (A. Brooks, R. Pilon) – 28 min 54 s A. Brooks (B. Martin, R. Gardiner) (SN) – 43 min 21 s R. Gropp (R. Gardiner, E. Cornel) (SN) – 44 min 6 s | 1–0 2–0 2–1 3–1 4–1 5–1 | 17 min 39 s – B. Clarke (J. Jacobs) | Arbitrage : Simon Aicher Andrei Haurylenka Tilen Pahor |
| Keven Bouchard   | Gardiens | Logan Halladay          |                                     | Arbitrage : Simon Aicher Andrei Haurylenka Tilen Pahor |
| 2 min            | Pénalités | 12 min                  |                                     | Arbitrage : Simon Aicher Andrei Haurylenka Tilen Pahor |
| 27               | Tirs | 16                      |                                     | Arbitrage : Simon Aicher Andrei Haurylenka Tilen Pahor |

| 16 janvier 2012 | Russie | 11-1 (0–1, 4–0, 7–0) | Autriche | Tyrolean Ice Arena 1 274 spectateurs |

| Feuille de match | Feuille de match | Feuille de match                                  | Feuille de match                        | Feuille de match                                          |
| ---------------- | --- | ------------------------------------------------- | --------------------------------------- | --------------------------------------------------------- |
|                  | S. Kondratyev (D. Vovchenko, E. Tsvetkov) – 16 min 13 s A. Svetlakov (D. Vovchenko) – 19 min 33 s I. Nikolishin (A. Nekolenko) – 25 min 51 s A. Protapovich (M. Lazarev) (SN) – 27 min 55 s I. Zinovev (SN) – 31 min 23 s I. Svetchnikov (A. Protapovich) – 33 min 22 s I. Nikolishin (I. Zinovev) – 33 min 32 s A. Protapovich (M. Lazarev, E. Orlov) (SN) – 35 min 34 s A. Mikulovich (I. Nikolishin, D. Sergeev) – 40 min 4 s I. Svetchnikov (M. Lazarev, E. Nasybullin) (SN) – 42 min 41 s I. Nikolishin (I. Zinovev, A. Nekolenko) – 43 min 52 s | 0–1 1–1 2–1 3–1 4–1 5–1 6–1 7–1 8–1 9–1 10–1 11–1 | 12 min 30 s – S. Gaffal (N. Kraus) (SN) | Arbitrage : Andreas Harnebring Tilen Pahor Daniel Persson |
| Sergey Koborov   | Gardiens | Thomas Stroj                                      |                                         | Arbitrage : Andreas Harnebring Tilen Pahor Daniel Persson |
| 8 min            | Pénalités | 16 min                                            |                                         | Arbitrage : Andreas Harnebring Tilen Pahor Daniel Persson |
| 53               | Tirs | 12                                                |                                         | Arbitrage : Andreas Harnebring Tilen Pahor Daniel Persson |

| 17 janvier 2012 | Autriche | 0-9 (0–4, 0–2, 0–3) | Canada | Tyrolean Ice Arena 749 spectateurs |

| Feuille de match | Feuille de match | Feuille de match                    | Feuille de match | Feuille de match                                        |
| ---------------- | ---------------- | ----------------------------------- | --- | ------------------------------------------------------- |
|                  |                  | 0–1 0–2 0–3 0–4 0–5 0–6 0–7 0–8 0–9 | 0 min 40 s – A. Brooks (N. Hébert, B. Martin) 2 min 16 s – R. Burton (N. Yetman, J. Crossman) 6 min 15 s – R. Gropp (E. Cornel) (SN) 12 min 7 s – E. Cornel (R. Gropp) 16 min 42 s – R. Gardiner (R. Gropp) 24 min 35 s – G. James 38 min 31 s – R. Duke (B. Martin, A. Brooks) (SN) 40 min 14 s – R. Pilon 41 min 24 s – R. Duke (B. Martin, J. Carrick) | Arbitrage : Stian Halm Andrei Haurylenka Benjamin Hoppe |
| Stefan Müller    | Gardiens         | Sam Walsh                           | | Arbitrage : Stian Halm Andrei Haurylenka Benjamin Hoppe |
| 10 min           | Pénalités        | 6 min                               | | Arbitrage : Stian Halm Andrei Haurylenka Benjamin Hoppe |
| 16               | Tirs             | 44                                  | | Arbitrage : Stian Halm Andrei Haurylenka Benjamin Hoppe |

| 17 janvier 2012 | Finlande | 4-5 (1–0, 2–3, 1–2) | États-Unis | Tyrolean Ice Arena 1 824 spectateurs |

| Feuille de match | Feuille de match | Feuille de match                    | Feuille de match | Feuille de match                                       |
| ---------------- | --- | ----------------------------------- | --- | ------------------------------------------------------ |
|                  | J. Kiviranta (W. Hopponen, J. Tuulola) – 12 min 16 s J. Tuulola (J. Kiviranta, M. Pitkanen) – 19 min 45 s A. Kauppinen (W. Hopponen, A. Levanen) – 24 min 36 s K. Kapanen (M. Haapanen) – 41 min 45 s | 1–0 1–1 2–1 2–2 3–2 3–3 3–4 3–5 4–5 | 16 min 31 s – A. Baughman (N. Schmaltz) 23 min 10 s – J. Glover (R. Bliss) (SN) 27 min 47 s – B. Clarke (K. Kerr) 31 min 1 s – N. Schmaltz (R. Bliss, J. Fiegl) 32 min 15 s – R. MacInnis (S. Gersich, N. Magyar) | Arbitrage : Andris Ansons Tilen Pahor Martin Smeibidlo |
| Juuso Kannel     | Gardiens | Edwin Minney                        | | Arbitrage : Andris Ansons Tilen Pahor Martin Smeibidlo |
| 10 min           | Pénalités | 26 min                              | | Arbitrage : Andris Ansons Tilen Pahor Martin Smeibidlo |
| 29               | Tirs | 32                                  | | Arbitrage : Andris Ansons Tilen Pahor Martin Smeibidlo |

| 18 janvier 2012 | Canada | 3-2 (TB) (0–0, 2–1, 0–1) (Prolongation : 0–0) (Tir de fusillade : 2–1) | Finlande | Tyrolean Ice Arena 1 261 spectateurs |

| Feuille de match | Feuille de match | Feuille de match | Feuille de match | Feuille de match                                                  |
| ---------------- | --- | ---------------- | --- | ----------------------------------------------------------------- |
|                  | A. Brooks (R. Duke) – 15 min 11 s E. Cornel (R. Gropp, J. Hicketts) – 22 min 1 s E. Cornel (manqué) R. Gropp (réussi) R. Gardiner (réussi) | 1–0 1–1 2–1 2–2  | 21 min 5 s – J. Kiviranta (M. Pitkanen) 36 min 42 s – J. Kiviranta (M. Pitkanen, O. Nieminen) (manqué) J. Kiviranta (réussi) K. Kapanen (manqué) M. Honkanen | Arbitrage : Andreas Harnebring Andrei Haurylenka Martin Smeibidlo |
| Keven Bouchard   | Gardiens | Kaapo Kahkonen   | | Arbitrage : Andreas Harnebring Andrei Haurylenka Martin Smeibidlo |
| 6 min            | Pénalités | 8 min            | | Arbitrage : Andreas Harnebring Andrei Haurylenka Martin Smeibidlo |
| 27               | Tirs | 25               | | Arbitrage : Andreas Harnebring Andrei Haurylenka Martin Smeibidlo |

| 18 janvier 2012 | États-Unis | 1-7 (0–2, 0–3, 1–2) | Russie | Tyrolean Ice Arena 2 124 spectateurs |

| Feuille de match | Feuille de match                                  | Feuille de match                | Feuille de match | Feuille de match                                       |
| ---------------- | ------------------------------------------------- | ------------------------------- | --- | ------------------------------------------------------ |
|                  | J. Fiegl (R. MacInnis, J. Wegwerth) – 38 min 17 s | 0–1 0–2 0–3 0–4 0–5 1–5 1–6 1–7 | 1 min 43 s – E. Orlov (I. Svetchnikov, A. Protapovich (SN) 6 min 47 s – A. Mikulovich (I. Nikolishin, D. Sergeev) (SN) 16 min 24 s – S. Kondratyev (A. Svetlakov) 19 min 32 s – I. Svetchnikov (M. Lazarev, A. Protapovich) (SN) 21 min 58 s – M. Lazarev (I. Svetchnikov) 40 min 30 s – M. Lazarev (I. Svetchnikov) 43 min 32 s – E. Nasybullin (E. Orlov, A. Protapovich) (SN) | Arbitrage : Simon Aicher Benjamin Hoppe Daniel Persson |
| Edwin Minney     | Gardiens                                          | Sergey Korobov                  | | Arbitrage : Simon Aicher Benjamin Hoppe Daniel Persson |
| 16 min           | Pénalités                                         | 4 min                           | | Arbitrage : Simon Aicher Benjamin Hoppe Daniel Persson |
| 15               | Tirs                                              | 30                              | | Arbitrage : Simon Aicher Benjamin Hoppe Daniel Persson |

| Clt   | Équipe     | PJ | V | VP | D | DP | BP | BC | Diff | Pts |
| ----- | ---------- | -- | - | -- | - | -- | -- | -- | ---- | --- |
| +001, | Russie     | 4  | 3 | 0  | 1 | 0  | 25 | 9  | +16  | 9   |
| +002, | Canada     | 4  | 2 | 1  | 1 | 0  | 20 | 7  | +13  | 8   |
| +003, | Finlande   | 4  | 2 | 0  | 1 | 1  | 13 | 11 | +2   | 7   |
| +004, | États-Unis | 4  | 2 | 0  | 2 | 0  | 14 | 18 | –4   | 6   |
| +005, | Autriche   | 4  | 0 | 0  | 4 | 0  | 3  | 30 | –27  | 0   |

- Qualifié pour les demi-finales

#### Phase finale
|  | Demi-finales    | Demi-finales    |                        |   | Finale          | Finale          |
|  | Demi-finales    | Demi-finales    |                        |   | Finale          | Finale          |
|  |                 |                 |                        |   |                 |                 |
|  | 20 janvier 2012 | 20 janvier 2012 |                        |   | 22 janvier 2012 | 22 janvier 2012 |
|  | 20 janvier 2012 | 20 janvier 2012 |                        |   | 22 janvier 2012 | 22 janvier 2012 |
|  | Russie (1)      | 5               |                        |   | 22 janvier 2012 | 22 janvier 2012 |
|  | Russie (1)      | 5               |                        |   | 22 janvier 2012 | 22 janvier 2012 |
|  | États-Unis (4)  | 2               |                        |   | 22 janvier 2012 | 22 janvier 2012 |
|  | États-Unis (4)  | 2               | Russie (1)             | 1 |                 |                 |
|  | 20 janvier 2012 |                 | Russie (1)             | 1 |                 |                 |
|  |                 | Finlande (3)    | 2                      |   |                 |                 |
|  | Canada (2)      | Finlande (3)    | 2                      | 1 |                 |                 |
|  | Canada (2)      |                 |                        | 1 |                 |                 |
|  | Finlande (3)    | 2               |                        |   |                 |                 |
|  | Finlande (3)    | 2               | Match pour la 3e place |   |                 |                 |
|  |                 |                 |                        |   |                 |                 |
|  | 21 janvier 2012 |                 |                        |   |                 |                 |
|  |                 |                 |                        |   |                 |                 |
|  | États-Unis (4)  | 5               |                        |   |                 |                 |
|  | États-Unis (4)  | 5               |                        |   |                 |                 |
|  | Canada (2)      | 7               |                        |   |                 |                 |
|  | Canada (2)      | 7               |                        |   |                 |                 |

##### Demi-finales
| 20 janvier | Russie | 5-2 (1–0, 1–0, 3–2) | États-Unis | Tyrolean Ice Arena 1 632 spectateurs |

| Feuille de match | Feuille de match | Feuille de match            | Feuille de match                                                           | Feuille de match                                                |
| ---------------- | --- | --------------------------- | -------------------------------------------------------------------------- | --------------------------------------------------------------- |
|                  | E. Orlov (E. Nasybullin, A. Protapovich) (SN) – 2 min 6 s I. Nikolishin (A. Nekolenko) – 28 min 1 s I. Zinovev (A. Mikulovich, I. Nikolishin) – 31 min 3 s A. Nekolenko (I. Nikolishin, D. Sergeev) – 32 min 49 s I. Svetchnikov – 44 min 37 s | 1–0 2–0 3–0 4–0 4–1 4–2 5–2 | 40 min 6 s – J. Wegwerth (J. Eichel) 41 min 22 s – Eichel (J. Glover) (SN) | Arbitrage : Andreas Harnebring Andrei Haurylenka Daniel Persson |
| Sergey Korobov   | Gardiens | Logan Halladay              |                                                                            | Arbitrage : Andreas Harnebring Andrei Haurylenka Daniel Persson |
| 14 min           | Pénalités | 8 min                       |                                                                            | Arbitrage : Andreas Harnebring Andrei Haurylenka Daniel Persson |
| 16               | Tirs | 32                          |                                                                            | Arbitrage : Andreas Harnebring Andrei Haurylenka Daniel Persson |

| 20 janvier 2012 | Canada | 1-2 (1–1, 0–0, 0–1) | Finlande | Tyrolean Ice Arena 1 426 spectateurs |

| Feuille de match | Feuille de match                                      | Feuille de match | Feuille de match                                                                                               | Feuille de match                                    |
| ---------------- | ----------------------------------------------------- | ---------------- | --- | --------------------------------------------------- |
|                  | J. Carrick (R. Gardiner, E. Cornel) (SN) – 4 min 17 s | 1–0 1–1 1-2      | 11 min 29 s – O. Nieminen (J. Kiviranta, M. Pitkanen) 40 min 26 s – E. Sopanen (O. Nieminen, M. Pitkanen) (SN) | Arbitrage : Simon Aicher Benjamin Hoppe Tilen Pahor |
| Keven Bouchard   | Gardiens                                              | Kaapo Kahkonen   | | Arbitrage : Simon Aicher Benjamin Hoppe Tilen Pahor |
| 8 min            | Pénalités                                             | 10 min           | | Arbitrage : Simon Aicher Benjamin Hoppe Tilen Pahor |
| 17               | Tirs                                                  | 19               | | Arbitrage : Simon Aicher Benjamin Hoppe Tilen Pahor |

##### Match pour la médaille de bronze
| 21 janvier 2012 | Canada | 7-5 (3–1, 4–1, 0–3) | États-Unis | Tyrolean Ice Arena 1 592 spectateurs |

| Feuille de match | Feuille de match | Feuille de match                                | Feuille de match | Feuille de match                                       |
| ---------------- | --- | ----------------------------------------------- | --- | ------------------------------------------------------ |
|                  | E. Cornel (R. Gardiner, J. Hicketts) (SN) – 4 min 19 s R. Pilon (R. Gardiner, E. Cornel) – 6 min 58 s R. Gropp (R. Gardiner, R. Pilon) (SN) – 13 min 22 s A. Brooks (R. Duke, B. Martin) – 21 min 27 s R. Gardiner (J. Hicketts) – 22 min 35 s R. Gropp – 23 min 10 s R. Gropp (R. Gardiner) – 25 min 40 s | 1–0 2–0 3–0 3–1 3–2 4–2 5–2 6–2 7–2 7–3 7–4 7–5 | 14 min 53 s – N. Billitier (A. Baughman) 19 min 40 s – R. MacInnis (J. Eichel) 31 min 44 s – J. Eichel (N. Schmaltz) 38 min 54 s – N. Magyar (J. Jacobs, J. Wegwerth) 40 min 10 s – N. Schmaltz (R. MacInnis, M. Godbout) (SN) | Arbitrage : Stian Halm Benjamin Hoppe Martin Smeibidlo |
| Keven Bouchard   | Gardiens | Logan Halladay                                  | | Arbitrage : Stian Halm Benjamin Hoppe Martin Smeibidlo |
| 8 min            | Pénalités | 12 min                                          | | Arbitrage : Stian Halm Benjamin Hoppe Martin Smeibidlo |
| 19               | Tirs | 40                                              | | Arbitrage : Stian Halm Benjamin Hoppe Martin Smeibidlo |

##### Finale
| 22 janvier 2012 | Russie | 1-2 (TB) (1–0, 0–0, 0–1) (Prolongation 0–0) (Tir de fusillade 0–1) | Finlande | Tyrolean Ice Arena 3 008 spectateurs |

| Feuille de match | Feuille de match                                                                               | Feuille de match | Feuille de match                                 | Feuille de match                                          |
| ---------------- | ---------------------------------------------------------------------------------------------- | ---------------- | ------------------------------------------------ | --------------------------------------------------------- |
|                  | I. Zinovev - 8 min 35 s M. Lazarev (sauvé par le gardien) I. Nikolishin (sauvé par le gardien) | 1-0 1–1          | 43 min 58 s - W. Hopponen M. Honkanen K. Kapanen | Arbitrage : Simon Aicher Andrei Haurylenka Daniel Persson |
| Sergey Korobov   | Gardiens                                                                                       | Kaapo Kähkönen   |                                                  | Arbitrage : Simon Aicher Andrei Haurylenka Daniel Persson |
| 24 min           | Pénalités                                                                                      | 26 min           |                                                  | Arbitrage : Simon Aicher Andrei Haurylenka Daniel Persson |
| 28               | Tirs                                                                                           | 25               |                                                  | Arbitrage : Simon Aicher Andrei Haurylenka Daniel Persson |

### Tournoi féminin
Chaque sélection est composée de 17 joueuses nées en 1994.

#### Premier tour
| 13 janvier 2012 | Autriche | 9-0 (2–0, 5–0, 2–0) | Slovaquie | Tyrolean Ice Arena 245 spectateurs |

| Feuille de match        | Feuille de match | Feuille de match                    | Feuille de match | Feuille de match                                         |
| ----------------------- | --- | ----------------------------------- | ---------------- | -------------------------------------------------------- |
|                         | J. Willenshofer (V. Hummel, N. Arnberger) (SN) – 5 min 51 s T. Grascher (J. Frick) – 8 min 33 s T. Grascher (A. Meixner) – 15 min 46 s A. Guertler (T. Grascher, A. Iberer) – 17 min 7 s J. Frick – 21 min 34 s P. Polczik (V. Hummel) – 23 min 32 s A. Meixner (J. Willenshofer) – 24 min 59 s J. Frick (A. Meixner, A. List) (SN) – 33 min 15 s J. Willenshofer (V. Hummel) – 37 min 23 s | 1–0 2–0 3–0 4–0 5–0 6–0 7–0 8–0 9–0 |                  | Arbitrage : Kaisa Ketonen Nikola Dvorakova Mirjam Gruber |
| Paula Camilla Marchhart | Gardiens | Nikola Kaliska                      |                  | Arbitrage : Kaisa Ketonen Nikola Dvorakova Mirjam Gruber |
| 2 min                   | Pénalités | 4 min                               |                  | Arbitrage : Kaisa Ketonen Nikola Dvorakova Mirjam Gruber |
| 44                      | Tirs | 3                                   |                  | Arbitrage : Kaisa Ketonen Nikola Dvorakova Mirjam Gruber |

| 13 janvier 2012 | Allemagne | 0-11 (0-3, 0-4, 0-4) | Suède | Tyrolean Ice Arena 263 spectateurs |

| Feuille de match | Feuille de match | Feuille de match                              | Feuille de match | Feuille de match                                 |
| ---------------- | ---------------- | --------------------------------------------- | --- | ------------------------------------------------ |
|                  |                  | 0–1 0–2 0–3 0–4 0–5 0–6 0–7 0–8 0–9 0–10 0–11 | 0 min 56 s – K. Andersson (M. Wong) 4 min 32 s – K. Andersson (J. Eidensten, M. Wong) 12 min 41 s – M. Andersson (L. Peterson, C. Lillback) 16 min 15 s – K. Andersson (J. Eidensten, M. Wong) 21 min 56 s – L. Peterson (C. Lillback, L. Backlin) (SN) 28 min 0 s – L. Peterson (M. Andersson, A. Lindberg) 29 min 50 s – L. Peterson (C. Lillback, L. Backlin) 32 min 40 s – A. Lindberg (M. Andersson, C. Lillback) 35 min 21 s – A. Lindberg (L. Backlin) 39 min 30 s – E. Alasalmi (L. Peterson) 41 min 9 s – J. Eidensten (A. Kjellbin) | Arbitrage : Ceci Morris Taru Tanhua Trine Viskum |
| Meike Krimphove  | Gardiens         | Sara Besseling                                | | Arbitrage : Ceci Morris Taru Tanhua Trine Viskum |
| 6 min            | Pénalités        | 8 min                                         | | Arbitrage : Ceci Morris Taru Tanhua Trine Viskum |
| 14               | Tirs             | 45                                            | | Arbitrage : Ceci Morris Taru Tanhua Trine Viskum |

| 14 janvier 2012 | Kazakhstan | 1-8 (0–3, 1–4, 0–1) | Autriche | Tyrolean Ice Arena 534 spectateurs |

| Feuille de match | Feuille de match                                         | Feuille de match                    | Feuille de match | Feuille de match                                 |
| ---------------- | -------------------------------------------------------- | ----------------------------------- | --- | ------------------------------------------------ |
|                  | Z. Nurgaliyeva (S. Urpekbayeva, M. Ryspek) – 27 min 12 s | 0–1 0–2 0–3 0–4 0–5 0–6 0–7 1–7 1–8 | 8 min 15 s – A. Meixner (M. Kness) (SN) 9 min 7 s – J. Frick (N. Arnberger, V. Hummel) 11 min 17 s – V. Hummel (J. Frick, M. Kness) 20 min 1 s – A. Meixner 22 min 40 s – A. Schmid (J. Willenshofer, N. Prosenz) 24 min 43 s – A. Guertler (A. Iberer, N. Arnberger) 26 min 15 s – A. List (A. Meixner, J. Frick) 41 min 58 s – V. Hummel (N. Arnberger, M. Kness) | Arbitrage : Meghan Mallette HUI Wang Taru Tanhua |
| Anastassiya Ogay | Gardiens                                                 | Paula Camilla Marchhart             | | Arbitrage : Meghan Mallette HUI Wang Taru Tanhua |
| 10 min           | Pénalités                                                | 4 min                               | | Arbitrage : Meghan Mallette HUI Wang Taru Tanhua |
| 10               | Tirs                                                     | 32                                  | | Arbitrage : Meghan Mallette HUI Wang Taru Tanhua |

| 15 janvier 2012 | Slovaquie | 0-8 (0–4, 0–1, 0–3) | Allemagne | Tyrolean Ice Arena 286 spectateurs |

| Feuille de match | Feuille de match | Feuille de match                | Feuille de match | Feuille de match                              |
| ---------------- | ---------------- | ------------------------------- | --- | --------------------------------------------- |
|                  |                  | 0–1 0–2 0–3 0–4 0–5 0–6 0–7 0–8 | 7 min 59 s – V. Offermann 9 min 19 s – V. Offermann (P. Szawlowski) 11 min 2 s – P. Szawlowski (L. Geelhaar, A. Fiegert) 12 min 57 s – V. Offermann (L. Geelhaar, T. Fritz) (IN) 24 min 25 s – S. Selzer (K. Oertel, A. Fiegert) (IN) 30 min 46 s – A. Fiegert (V. Offermann) (IN) 41 min 38 s – A. Fiegert (V. Offermann) 43 min 3 s – N. Korff (T. Hoppe, J. Winter) (SN) | Arbitrage : Ceci Morris HUI Wang Trine Viskum |
| Nikola Kaliska   | Gardiens         | Viola Hotter                    | | Arbitrage : Ceci Morris HUI Wang Trine Viskum |
| 4 min            | Pénalités        | 8 min                           | | Arbitrage : Ceci Morris HUI Wang Trine Viskum |
| 3                | Tirs             | 66                              | | Arbitrage : Ceci Morris HUI Wang Trine Viskum |

| 15 janvier 2012 | Suède | 17-0 (2–0, 10–0, 5–0) | Kazakhstan | Tyrolean Ice Arena 553 spectateurs |

| Feuille de match         | Feuille de match | Feuille de match                                                            | Feuille de match | Feuille de match                                            |
| ------------------------ | --- | --------------------------------------------------------------------------- | ---------------- | ----------------------------------------------------------- |
|                          | A. Lindberg (L. Peterson) – 0 min 30 s W. Ekstrom (M. Fuhrberg) – 11 min 4 s C. Lillback – 15 min 35 s A. Johansson (S. Kuller, M. Fuhrberg) – 15 min 58 s L. Peterson (A. Lindberg) – 16 min 45 s L. Peterson (L. Backlin, C. Lillback) – 17 min 0 s M. Wong (K. Andersson) – 18 min 16 s K. Andersson (A. Kjellbin) – 19 min 50 s E. Alasalmi (K. Andersson) (SN) – 22 min 23 s L. Peterson (M. Andersson) – 23 min 48 s S. Kuller – 26 min 7 s M. Wong (E. Alasalmi) – 29 min 49 s J. Eidensten (K. Andersson) – 31 min 58 s L. Peterson (A. Lindberg) – 33 min 18 s A. Kjellbin (S. Kuller) – 37 min 28 s A. Kjellbin (A. Johansson) – 39 min 41 s J. Eidensten (E. Alasalmi) – 40 min 51 s | 1–0 2–0 3–0 4–0 5–0 6–0 7–0 8–0 9–0 10–0 11–0 12–0 13–0 14–0 15–0 16–0 17–0 |                  | Arbitrage : Zuzana Findurova Nikola Dvorakova Mirjam Gruber |
| Jessica Wahlstrom Hjorth | Gardiens | Anastassiya Ogay                                                            |                  | Arbitrage : Zuzana Findurova Nikola Dvorakova Mirjam Gruber |
| 4 min                    | Pénalités | 6 min                                                                       |                  | Arbitrage : Zuzana Findurova Nikola Dvorakova Mirjam Gruber |
| 83                       | Tirs | 2                                                                           |                  | Arbitrage : Zuzana Findurova Nikola Dvorakova Mirjam Gruber |

| 16 janvier 2012 | Allemagne | 2-5 (2–2, 0–1, 0–2) | Autriche | Tyrolean Ice Arena 475 spectateurs |

| Feuille de match | Feuille de match                                                                          | Feuille de match            | Feuille de match | Feuille de match                                         |
| ---------------- | ----------------------------------------------------------------------------------------- | --------------------------- | --- | -------------------------------------------------------- |
|                  | V. Offermann (P. Szawlowski) – 8 min 34 s P. Szawlowski (V. Offermann) (SN) – 14 min 31 s | 0–1 1–1 1–2 2–2 2–3 2–4 2–5 | 6 min 2 s – V. Hummel (J. Willenshofer) 10 min 51 s – J. Willenshofer (A. Meixner) (IN) 15 min 59 s – T. Grascher (A. Meixner) 31 min 1 s – J. Willenshofer (J. Frick) 33 min 34 s – V. Hummel (T. Grascher) | Arbitrage : Meghan Mallette Nikola Dvorakova Taru Tanhua |
| Viola Hotter     | Gardiens                                                                                  | Paula Camilla Marchhart     | | Arbitrage : Meghan Mallette Nikola Dvorakova Taru Tanhua |
| 2 min            | Pénalités                                                                                 | 4 min                       | | Arbitrage : Meghan Mallette Nikola Dvorakova Taru Tanhua |
| 31               | Tirs                                                                                      | 20                          | | Arbitrage : Meghan Mallette Nikola Dvorakova Taru Tanhua |

| 17 janvier | Autriche | 0-3 (0–2, 0–0, 0–1) | Suède | Tyrolean Ice Arena 432 spectateurs |

| Feuille de match        | Feuille de match | Feuille de match        | Feuille de match | Feuille de match                                   |
| ----------------------- | ---------------- | ----------------------- | --- | -------------------------------------------------- |
|                         |                  | 0–1 0–2 0–3             | 12 min 31 s - A. Lindberg (M. Wong, A. Johansson) 14 min 44 s - A. Kjellbin (L. Peterson) (SN) 32 min 46 s - K. Andersson (A. Kjellbin) | Arbitrage : Ceci Morris Mirjam Gruber Trine Viskum |
| Paula Camilla Marchhart | Gardiens         | Jessica Wahlström Hjort | | Arbitrage : Ceci Morris Mirjam Gruber Trine Viskum |
| 14 min                  | Pénalités        | 35 min                  | | Arbitrage : Ceci Morris Mirjam Gruber Trine Viskum |
| 11                      | Tirs             | 54                      | | Arbitrage : Ceci Morris Mirjam Gruber Trine Viskum |

| 17 janvier 2012 | Slovaquie | 1-2 (0–1, 0–0, 1–1) | Kazakhstan | Tyrolean Ice Arena 359 spectateurs |

| Feuille de match | Feuille de match                            | Feuille de match | Feuille de match                                                                                            | Feuille de match                                    |
| ---------------- | ------------------------------------------- | ---------------- | --- | --------------------------------------------------- |
|                  | S. Vojtkova (D. Papesova) (SN) – 39 min 8 s | 0–1 0–2 1–2      | 10 min 35 s – S. Urpekbayeva (M. Ryspek, Z. Nurgaliyeva) (SN) 33 min 38 s – A. Matussevich (Z. Nurgaliyeva) | Arbitrage : Kaisa Ketonen Nikola Dvorakova HUI Wang |
| Romana Kiapesova | Gardiens                                    | Anastassiya Ogay | | Arbitrage : Kaisa Ketonen Nikola Dvorakova HUI Wang |
| 2 min            | Pénalités                                   | 8 min            | | Arbitrage : Kaisa Ketonen Nikola Dvorakova HUI Wang |
| 15               | Tirs                                        | 31               | | Arbitrage : Kaisa Ketonen Nikola Dvorakova HUI Wang |

| 18 janvier 2012 | Suède | 12-0 (7–0, 4–0, 1–0) | Slovaquie | Tyrolean Ice Arena 589 spectateurs |

| Feuille de match | Feuille de match | Feuille de match                                   | Feuille de match | Feuille de match                                  |
| ---------------- | --- | -------------------------------------------------- | ---------------- | ------------------------------------------------- |
|                  | J. Eidensten (A. Johansson) (SN) – 3 min 22 s A. Kjellbin (K. Andersson) – 4 min 56 s M. Wong (R. Hoglund, W. Ekstrom) – 6 min 31 s M. Wong (R. Hoglund) – 6 min 54 s C. Lillback – 7 min 8 s S. Kuller (M. Andersson, C. Lillback) – 7 min 50 s M. Wong (E. Alasalmi) – 9 min 20 s K. Andersson (W. Ekstrom) – 17 min 53 s C. Lillback (S. Kuller, L. Backlin) (IN) – 21 min 13 s M. Wong (R. Hoglund) – 29 min 10 s K. Andersson (M. Andersson, S. Kuller) – 29 min 51 s S. Kuller (K. Andersson, A. Kjellbin) – 33 min 37 s | 1–0 2–0 3–0 4–0 5–0 6–0 7–0 8–0 9–0 10–0 11–0 12–0 |                  | Arbitrage : Meghan Mallette HUI Wang Trine Viskum |
| Sara Besseling   | Gardiens | Romana Kiapesova                                   |                  | Arbitrage : Meghan Mallette HUI Wang Trine Viskum |
| 4 min            | Pénalités | 2 min                                              |                  | Arbitrage : Meghan Mallette HUI Wang Trine Viskum |
| 80               | Tirs | 1                                                  |                  | Arbitrage : Meghan Mallette HUI Wang Trine Viskum |

| 18 janvier | Kazakhstan | 0-2 (0–1, 0–1, 0–0) | Allemagne | Tyrolean Ice Arena 371 spectateurs |

| Feuille de match | Feuille de match | Feuille de match | Feuille de match                                                                          | Feuille de match                                       |
| ---------------- | ---------------- | ---------------- | ----------------------------------------------------------------------------------------- | ------------------------------------------------------ |
|                  |                  | 0–1 0–2          | 13 min 44 s – L. Geelhaar (P. Szawlowski) 29 min 57 s – V. Offermann (P. Szawlowski) (IN) | Arbitrage : Zuzana Findurova Mirjam Gruber Taru Tanhua |
| Anastassiya Ogay | Gardiens         | Meike Krimphove  |                                                                                           | Arbitrage : Zuzana Findurova Mirjam Gruber Taru Tanhua |
| 8 min            | Pénalités        | 6 min            |                                                                                           | Arbitrage : Zuzana Findurova Mirjam Gruber Taru Tanhua |
| 8                | Tirs             | 34               |                                                                                           | Arbitrage : Zuzana Findurova Mirjam Gruber Taru Tanhua |

| Clt   | Équipe     | PJ | V | VP | D | DP | BP | BC | Diff | Pts |
| ----- | ---------- | -- | - | -- | - | -- | -- | -- | ---- | --- |
| +001, | Suède      | 4  | 4 | 0  | 0 | 0  | 43 | 0  | +43  | 12  |
| +002, | Autriche   | 4  | 3 | 0  | 1 | 0  | 22 | 6  | +16  | 9   |
| +003, | Allemagne  | 4  | 2 | 0  | 2 | 0  | 12 | 16 | -4   | 6   |
| +004, | Kazakhstan | 4  | 1 | 0  | 3 | 0  | 3  | 28 | -25  | 3   |
| +005, | Slovaquie  | 4  | 0 | 0  | 4 | 0  | 1  | 31 | -30  | 0   |

- Qualifié pour les demi-finales

#### Phase finale
|  | Demi-finales    | Demi-finales    |                        |   | Finale          | Finale          |
|  | Demi-finales    | Demi-finales    |                        |   | Finale          | Finale          |
|  |                 |                 |                        |   |                 |                 |
|  | 20 janvier 2012 | 20 janvier 2012 |                        |   | 22 janvier 2012 | 22 janvier 2012 |
|  | 20 janvier 2012 | 20 janvier 2012 |                        |   | 22 janvier 2012 | 22 janvier 2012 |
|  | Suède (1)       | 11              |                        |   | 22 janvier 2012 | 22 janvier 2012 |
|  | Suède (1)       | 11              |                        |   | 22 janvier 2012 | 22 janvier 2012 |
|  | Kazakhstan (4)  | 0               |                        |   | 22 janvier 2012 | 22 janvier 2012 |
|  | Kazakhstan (4)  | 0               | Suède (1)              | 3 |                 |                 |
|  | 20 janvier 2012 |                 | Suède (1)              | 3 |                 |                 |
|  |                 | Autriche (2)    | 0                      |   |                 |                 |
|  | Autriche (2)    | Autriche (2)    | 0                      | 2 |                 |                 |
|  | Autriche (2)    |                 |                        | 2 |                 |                 |
|  | Allemagne (3)   | 0               |                        |   |                 |                 |
|  | Allemagne (3)   | 0               | Match pour la 3e place |   |                 |                 |
|  |                 |                 |                        |   |                 |                 |
|  | 21 janvier 2012 |                 |                        |   |                 |                 |
|  |                 |                 |                        |   |                 |                 |
|  | Kazakhstan (4)  | 3               |                        |   |                 |                 |
|  | Kazakhstan (4)  | 3               |                        |   |                 |                 |
|  | Allemagne (3)   | 7               |                        |   |                 |                 |
|  | Allemagne (3)   | 7               |                        |   |                 |                 |

##### Demi-finales
| 20 janvier 2012 | Suède | 11-0 (2–0, 5–0, 4–0) | Kazakhstan | Tyrolean Ice Arena 713 spectateurs |

| Feuille de match         | Feuille de match | Feuille de match                              | Feuille de match | Feuille de match                                  |
| ------------------------ | --- | --------------------------------------------- | ---------------- | ------------------------------------------------- |
|                          | S. Kuller (M. Andersson, C. Lillback) – 0 min 13 s M. Fuhrberg (M. Andersson) – 7 min 5 s A. Kjellbin (W. Ekstrom, A. Lindberg) (SN) – 17 min 17 s M. Andersson (K. Andersson) – 17 min 52 s M. Wong (E. Alasalmi, W. Ekstrom) (IN) – 21 min 56 s S. Kuller (E. Alasalmi, K. Andersson) – 28 min 18 s M. Fuhrberg (J. Eidensten, A. Johansson) – 29 min 55 s J. Eidensten (M. Andersson, C. Lillback) (IN) – 35 min 23 s L. Backlin (A. Johansson, J. Eidensten) (IN) – 35 min 53 s A. Lindberg – 36 min 46 s A. Lindberg (A. Kjellbin) – 41 min 24 s | 1–0 2–0 3–0 4–0 5–0 6–0 7–0 8–0 9–0 10–0 11–0 |                  | Arbitrage : Ceci Morris Nikola Dvorakova HUI Wang |
| Jessica Wahlstrom Hjorth | Gardiens | Anastassiya Ogay                              |                  | Arbitrage : Ceci Morris Nikola Dvorakova HUI Wang |
| 10 min                   | Pénalités | 6 min                                         |                  | Arbitrage : Ceci Morris Nikola Dvorakova HUI Wang |
| 74                       | Tirs | 1                                             |                  | Arbitrage : Ceci Morris Nikola Dvorakova HUI Wang |

| 20 janvier 2012 | Autriche | 2-0 (0–0, 2–0, 0–0) | Allemagne | Tyrolean Ice Arena 1 311 spectateurs |

| Feuille de match        | Feuille de match                                                            | Feuille de match | Feuille de match | Feuille de match                                      |
| ----------------------- | --------------------------------------------------------------------------- | ---------------- | ---------------- | ----------------------------------------------------- |
|                         | A. Meixner (A. List) – 18 min 17 s A. Meixner (V. Hummel) (SN) – 27 min 6 s | 1–0 2–0          |                  | Arbitrage : Meghan Mallette Mirjam Gruber Taru Tanhua |
| Paula Camilla Marchhart | Gardiens                                                                    | Meike Krimphove  |                  | Arbitrage : Meghan Mallette Mirjam Gruber Taru Tanhua |
| 8 min                   | Pénalités                                                                   | 6 min            |                  | Arbitrage : Meghan Mallette Mirjam Gruber Taru Tanhua |
| 12                      | Tirs                                                                        | 22               |                  | Arbitrage : Meghan Mallette Mirjam Gruber Taru Tanhua |

##### Match pour la médaille de bronze
| 21 janvier 2012 | Allemagne | 7-4 (2–1, 3–1, 2–2) | Kazakhstan | Tyrolean Ice Arena 789 spectateurs |

| Feuille de match | Feuille de match | Feuille de match                            | Feuille de match | Feuille de match                                    |
| ---------------- | --- | ------------------------------------------- | --- | --------------------------------------------------- |
|                  | K. Oertel (P. Szawlowski) (SN) – 8 min 42 s L. Walz (L. Geelhaar) – 12 min 21 s V. Offermann (A. Fiegert) – 17 min 20 s L. Geelhaar (A. Fiegert) (SN) – 20 min 21 s K. Oertel (P. Szawlowski) (SN) – 28 min 16 s V. Offermann – 38 min 35 s V. Offermann (IN) – 40 min 17 s | 1–0 2–0 2–1 2–2 3–2 4–2 5–2 5–3 6–3 7–3 7–4 | 14 min 18 s – S. Urpekbayeva (M. Ryspek) 16 min 18 s – M. Ryspek (SN) 31 min 56 s – M. Ryspek (S. Urpekbayeva) 41 min 57 s – N. Assimova | Arbitrage : Zuzana Findurova Mirjam Gruber HUI Wang |
| Meike Krimphove  | Gardiens | Anastassiya Ogay                            | | Arbitrage : Zuzana Findurova Mirjam Gruber HUI Wang |
| 10 min           | Pénalités | 8 min                                       | | Arbitrage : Zuzana Findurova Mirjam Gruber HUI Wang |
| 50               | Tirs | 9                                           | | Arbitrage : Zuzana Findurova Mirjam Gruber HUI Wang |

##### Finale
| 22 janvier 2012 | Suède | 3-0 (1-0, 1-0, 1-0) | Autriche | Tyrolean Ice Arena 1 095 spectateurs |

| Feuille de match | Feuille de match | Feuille de match        | Feuille de match | Feuille de match                                   |
| ---------------- | --- | ----------------------- | ---------------- | -------------------------------------------------- |
|                  | E. Alasalmi (A. Lindberg, M. Wong) (SN) – 13 min 20 s L. Backlin (R. Hoglund) (SN) - 29 min 50 s E. Alasalmi (J. Eidensten) - 37 min 7 s | 1-0 2-0 3-0             |                  | Arbitrage : Kaisa Ketonen Taru Tanhua Trine Viskum |
| Sara Besseling   | Gardiens | Paula Camilla Marchhart |                  | Arbitrage : Kaisa Ketonen Taru Tanhua Trine Viskum |
| 4 min            | Pénalités | 14 min                  |                  | Arbitrage : Kaisa Ketonen Taru Tanhua Trine Viskum |
| 28               | Tirs | 11                      |                  | Arbitrage : Kaisa Ketonen Taru Tanhua Trine Viskum |

## Concours individuels d'habileté

### Qualifications
Seuls des athlètes dont le pays n'est pas représenté dans l'un des tournois peuvent participer aux concours individuels, à l'exception de l'Autriche, le pays organisteur, qui engage un concurrent dans chaque concours.
Les participants sont évalués sur dix exercices :
- Slalom, avec et sans palet
- Changements de direction, avec et sans palet
- Vitesse de patinage en avant, avec et sans palet
- Vitesse de patinage en arrière, avec et sans palet
- Précision de tir
- Puissance de tir

Les qualifications se déroulent en deux étapes. La première étape est jouée au niveau national avec les fédérations de chaque pays participant organisant leurs propres concours d'habileté afin de déterminer leurs représentants. La seconde étape a lieu au niveau international avec un concours global d'habileté organisé du 6 au 10 juillet 2011 à l'occasion du camp de développement de hockey 2011 à Vierumäki en Finlande. À l'issue des concours, les 14 meilleurs joueurs et les 14 meilleures joueuses se qualifient pour les JOJ d'hiver de 2012.

### Format de compétition
Les deux concours ont un format identique. Les concours sont divisés en deux phases : un tour qualificatif et une finale. Pour le tour qualificatif, les quinze concurrents sont évalués sur six exercices d'habileté, recevant des points selon leurs performances. Un classement général est établi dont les huit premiers se qualifient pour la finale. La finale se déroule sur le même principe que le tour qualificatif, la classement final déterminant les médaillés.
Les six exercices d'habileté sont :
- Test 1 : Tour le plus rapide
- Test 2 : Précision de tir
- Test 3 : Agilité de patinage
- Test 4 : Puissance de tir
- Test 5 : Précision de passe
- Test 6 : Contrôle du palet

### Concours masculin

#### Tour qualificatif
Il a lieu le 16 janvier 2012 entre 16h30 et 20h30.
| Place | N° | Joueur (n° tête de série)     | Pays             | Test 1 (classement) | Test 2 (classement) | Test 3 (classement) | Test 4 (classement) | Test 5 (classement) | Test 6 (classement) | Total |
| ----- | -- | ----------------------------- | ---------------- | ------------------- | ------------------- | ------------------- | ------------------- | ------------------- | ------------------- | ----- |
| 1     | 11 | Augusts Valdis Vasilonoks (1) | Lettonie         | 7 (2)               | 2 (7)               | 2 (7)               | 8 (1)               | 8 (1)               | 8 (1)               | 35 Q  |
| 2     | 9  | Seiya Furukawa (3)            | Japon            | 8 (1)               | 8 (1)               | 8 (1)               | 0 (9)               | 0 (15)              | 6 (3)               | 30 Q  |
| 3     | 21 | Attila Kovacs (12)            | Hongrie          | 5 (4)               | 6 (3)               | 0 (13)              | 6 (3)               | 2 (7)               | 7(2)                | 26 Q  |
| 4     | 10 | Callum Burns (2)              | Nouvelle-Zélande | 0 (15)              | 7 (2)               | 7 (2)               | 4 (5)               | 0 (9)               | 3 (6)               | 21 Q  |
| 5     | 2  | Primoz Cuvan (14)             | Slovénie         | 4 (5)               | 0 (9)               | 3 (6)               | 2 (7)               | 5 (4)               | 0 (14)              | 14 Q  |
| 6     | 19 | Guus Simons (8)               | Pays-Bas         | 0 (16)              | 0 (15)              | 5 (4)               | 3 (6)               | 4 (5)               | 2 (7)               | 14 Q  |
| 7     | 23 | Liu Qing (11)                 | Chine            | 6 (3)               | 0 (13)              | 6 (3)               | 0 (14)              | 0 (10)              | 0 (10)              | 12 Q  |
| 8     | 55 | Matija Milicic (13)           | Croatie          | 0 (12)              | 1 (8)               | 0 (10)              | 7 (2)               | 3 (6)               | 0 (13)              | 11 Q  |
| 9     | 15 | Alexei Dashkevich (5)         | Biélorussie      | 0 (11)              | 5 (4)               | 0 (15)              | 0 (15)              | 6 (3)               | 0 (11)              | 11 R1 |
| 10    | 73 | Ji Hyun Cho (9)               | Corée du Sud     | 2 (7)               | 0 (11)              | 4 (5)               | 5 (4)               | 0 (11)              | 0 (15)              | 11 R2 |
| 11    | 6  | Stefan Gaffal (6)             | Autriche         | 0 (13)              | 0 (10)              | 0 (16)              | 0 (12)              | 7 (2)               | 1 (8)               | 8     |
| 12    | 8  | Lewis Hook (7)                | Grande-Bretagne  | 3 (6)               | 0 (16)              | 0 (9)               | 0 (10)              | 0 (14)              | 4 (5)               | 7     |
| 13    | 12 | Mihai Andrei Sotir (16)       | Roumanie         | 0 (14)              | 0 (12)              | 0 (11)              | 0 (16)              | 1 (8)               | 5 (4)               | 6     |
| 14    | 22 | Thibaut Colombin (4)          | France           | 0 (9)               | 4 (5)               | 1 (8)               | 0 (11)              | 0 (13)              | 0 (12)              | 5     |
| 15    | 37 | Sam Hodic (10)                | Australie        | 1 (8)               | 3 (6)               | 0 (14)              | 1 (8)               | 0 (12)              | 0 (16)              | 5     |
| 16    | 88 | Paul Cerda (15)               | Espagne          | 0 (10)              | 0 (14)              | 0 (12)              | 0 (13)              | 0 (16)              | 0 (9)               | 0     |

#### Finale
Il a lieu le 19 janvier 2012 entre 18h00 et 20h00.
| Place                               | N° | Joueur (n° tête de série)     | Pays             | Test 1 (classement) | Test 2 (classement) | Test 3 (classement) | Test 4 (classement) | Test 5 (classement) | Test 6 (classement) | Total |
| ----------------------------------- | -- | ----------------------------- | ---------------- | ------------------- | ------------------- | ------------------- | ------------------- | ------------------- | ------------------- | ----- |
| Médaille d'or, Jeux olympiques      | 11 | Augusts Valdis Vasilonoks (1) | Lettonie         | 4 (2)               | 3 (3)               | 4 (2)               | 5 (1)               | 2 (7)               | 4 (2)               | 22    |
| Médaille d'argent, Jeux olympiques  | 21 | Attila Kovacs (12)            | Hongrie          | 3 (3)               | 3 (4)               | 3 (4)               | 3 (4)               | 4 (2)               | 5 (1)               | 21    |
| Médaille de bronze, Jeux olympiques | 9  | Seiya Furukawa (3)            | Japon            | 5 (1)               | 4 (2)               | 2 (8)               | 2 (6)               | 3 (4)               | 3 (3)               | 19    |
| 4                                   | 10 | Callum Burns (2)              | Nouvelle-Zélande | 2 (7)               | 5 (1)               | 3 (3)               | 3 (3)               | 3 (3)               | 3 (4)               | 19    |
| 5                                   | 2  | Primoz Cuvan (14)             | Slovénie         | 2 (6)               | 2 (7)               | 5 (1)               | 2 (7)               | 5 (1)               | 2 (6)               | 18    |
| 6                                   | 55 | Matija Milicic (13)           | Croatie          | 2 (8)               | 2 (5)               | 2 (7)               | 4 (2)               | 2 (8)               | 2 (5)               | 14    |
| 7                                   | 23 | Liu Qing (11)                 | Chine            | 3 (4)               | 2 (8)               | 2 (6)               | 2 (8)               | 2 (6)               | 2 (8)               | 13    |
| 8                                   | 19 | Guus Simons (8)               | Pays-Bas         | 2 (5)               | 2 (6)               | 2 (5)               | 2 (5)               | 2 (5)               | 2 (7)               | 12    |

### Concours féminin

#### Tour qualificatif
Il a lieu le 16 janvier 2012 entre 16h30 et 20h30.
| Place | N° | Joueur (n° tête de série) | Pays             | Test 1 (classement) | Test 2 (classement) | Test 3 (classement) | Test 4 (classement) | Test 5 (classement) | Test 6 (classement) | Total |
| ----- | -- | ------------------------- | ---------------- | ------------------- | ------------------- | ------------------- | ------------------- | ------------------- | ------------------- | ----- |
| 1     | 17 | Julie Zwarthoed (8)       | Pays-Bas         | 7 (2)               | 3 (6)               | 7 (2)               | 8 (1)               | 7 (2)               | 3 (6)               | 35 Q  |
| 2     | 12 | Katherine Gale (1)        | Grande-Bretagne  | 5 (4)               | 7 (2)               | 0 (10)              | 7 (2)               | 4 (5)               | 8 (1)               | 31 Q  |
| 3     | 2  | Fanni Gasparics (3)       | Hongrie          | 8 (1)               | 6 (3)               | 3 (6)               | 3 (6)               | 0 (15)              | 4 (5)               | 24 Q  |
| 4     | 16 | Akane Deguchi (5)         | Japon            | 6 (3)               | 0 (15)              | 6 (3)               | 0 (10)              | 1 (8)               | 7 (2)               | 20 Q  |
| 5     | 24 | Sharnita Crompton (7)     | Australie        | 1 (8)               | 0 (12)              | 8 (1)               | 1 (8)               | 5 (4)               | 2 (7)               | 17 Q  |
| 6     | 9  | Morgane Rihet (10)        | France           | 3 (6)               | 2 (7)               | 5 (4)               | 0 (12)              | 2 (7)               | 5 (4)               | 17 Q  |
| 7     | 10 | Agnese Tartaglione (2)    | Italie           | 0 (11)              | 1 (8)               | 1 (8)               | 5 (4)               | 8 (1)               | 0 (15)              | 15 Q  |
| 8     | 13 | Libby-Jean Hay (4)        | Nouvelle-Zélande | 4 (5)               | 8 (1)               | 0 (15)              | 0 (9)               | 3 (6)               | 0 (9)               | 15 Q  |
| 9     | 11 | Victoria Hummel (6)       | Autriche         | 0 (14)              | 0 (13)              | 2 (7)               | 6 (3)               | 0 (12)              | 6 (3)               | 14 R1 |
| 10    | 20 | Renee De Wolf (14)        | Belgique         | 0 (13)              | 5 (4)               | 0 (13)              | 2 (7)               | 6 (3)               | 1 (8)               | 14 R2 |
| 11    | 18 | Irene Senac (12)          | Espagne          | 0 (9)               | 4 (5)               | 4 (5)               | 0 (14)              | 0 (10)              | 0 (10)              | 8     |
| 12    | 66 | Jiayue Sun (9)            | Chine            | 0 (10)              | 0 (9)               | 0 (9)               | 4 (5)               | 0 (9)               | 0 (11)              | 4     |
| 13    | 21 | Yeon Jeong Lee (11)       | Corée du Sud     | 2 (7)               | 0 (11)              | 0 (11)              | 0 (11)              | 0 (11)              | 0 (13)              | 2     |
| 14    | 14 | Noemi Ballo (13)          | Roumanie         | 0 (12)              | 0 (10)              | 0 (12)              | 0 (13)              | 0 (14)              | 0 (12)              | 0     |
| 15    | 19 | Ursa Pazlar (15)          | Slovénie         | 0 (15)              | 0 (14)              | 0 (14)              | 0 (15)              | 0 (13)              | 0 (14)              | 0     |

#### Finale
Il a lieu le 19 janvier 2012 entre 18h00 et 20h00.
| Place                               | N° | Joueur (n° tête de série) | Pays             | Test 1 (classement) | Test 2 (classement) | Test 3 (classement) | Test 4 (classement) | Test 5 (classement) | Test 6 (classement) | Total |
| ----------------------------------- | -- | ------------------------- | ---------------- | ------------------- | ------------------- | ------------------- | ------------------- | ------------------- | ------------------- | ----- |
| Médaille d'or, Jeux olympiques      | 17 | Julie Zwarthoed (8)       | Pays-Bas         | 3 (3)               | 4 (2)               | 3 (4)               | 5 (1)               | 2 (7)               | 5 (1)               | 22    |
| Médaille d'argent, Jeux olympiques  | 2  | Fanni Gasparics (3)       | Hongrie          | 2 (5)               | 5 (1)               | 5 (1)               | 2 (5)               | 3 (3)               | 2 (5)               | 19    |
| Médaille de bronze, Jeux olympiques | 24 | Sharnita Crompton (7)     | Australie        | 2 (8)               | 2 (7)               | 3 (3)               | 3 (4)               | 5 (1)               | 2 (7)               | 17    |
| 4                                   | 10 | Agnese Tartaglione (2)    | Italie           | 3 (4)               | 2 (8)               | 4 (2)               | 4 (2)               | 2 (8)               | 2 (6)               | 17    |
| 5                                   | 12 | Katherine Gale (1)        | Grande-Bretagne  | 4 (2)               | 3 (4)               | 2 (8)               | 3 (3)               | 2 (5)               | 3 (3)               | 17    |
| 6                                   | 9  | Morgane Rihet (10)        | France           | 5 (1)               | 2 (6)               | 2 (5)               | 2 (8)               | 2 (6)               | 3 (4)               | 16    |
| 7                                   | 16 | Akane Deguchi (5)         | Japon            | 2 (6)               | 3 (3)               | 2 (6)               | 2 (6)               | 3 (4)               | 4 (2)               | 16    |
| 8                                   | 13 | Libby-Jean Hay (4)        | Nouvelle-Zélande | 2 (7)               | 2 (5)               | 2 (7)               | 2 (7)               | 4 (2)               | 0 (8)               | 12    |

## Tableau des médailles

### Par pays
| Rang  | Nation    | Or | Argent | Bronze | Total |
| ----- | --------- | -- | ------ | ------ | ----- |
| 1     | Lettonie  | 1  | 0      | 0      | 1     |
| 1     | Pays-Bas  | 1  | 0      | 0      | 1     |
| 1     | Suède     | 1  | 0      | 0      | 1     |
| 1     | Finlande  | 1  | 0      | 0      | 1     |
| 5     | Hongrie   | 0  | 2      | 0      | 2     |
| 6     | Russie    | 0  | 1      | 0      | 1     |
| 6     | Autriche  | 0  | 1      | 0      | 1     |
| 8     | Australie | 0  | 0      | 1      | 1     |
| 8     | Japon     | 0  | 0      | 1      | 1     |
| 8     | Canada    | 0  | 0      | 1      | 1     |
| 8     | Allemagne | 0  | 0      | 1      | 1     |
| Total | Total     | 4  | 4      | 4      | 12    |

### Par épreuve
| Événement         | Or                              | Or        | Argent                | Argent    | Bronze                  | Bronze    |
| ----------------- | ------------------------------- | --------- | --------------------- | --------- | ----------------------- | --------- |
| Tournoi masculin  | Finlande                        | Finlande  | Russie                | Russie    | Canada                  | Canada    |
| Tournoi féminin   | Suède                           | Suède     | Autriche              | Autriche  | Allemagne               | Allemagne |
| Concours masculin | Augusts Valdis Vasilonoks (LAT) | 22 points | Attila Kovacs (HUN)   | 21 points | Seiya Furukawa (JPN)    | 19 points |
| Concours féminin  | Julie Zwarthoed (NED)           | 22 points | Fanni Gasparics (HUN) | 19 points | Sharnita Crompton (AUS) | 17 points |